# Serena (cràter)
Serena és un cràter amb coordenades planetocèntriques de -18.44 ° de latitud nord i 272.92 ° de longitud est, sobre la superfície de l'asteroide del cinturó principal (4) Vesta. Fa 18.47 km de diàmetre. El nom adoptat com a oficial per la UAI el 28 de febrer de 2012 fa referència a Flàvia Serena, noble romana.